# Girvan Dempsey
Pas d'image ? Cliquez ici

a Compétitions nationales et continentales officielles uniquement.

b Matchs officiels uniquement.
Dernière mise à jour le 07 octobre 2015.
Girvan Thomas Dempsey, né le 2 octobre 1975 à Dublin, est un joueur et entraîneur irlandais de rugby à XV qui évolue au poste d'arrière. Il joue en équipe d'Irlande de 1998 à 2008 et avec le Leinster Rugby de 1996 à 2010.

## Biographie
Girvan Dempsey joue avec la province du Leinster dès 1996. Il honore sa première cape internationale en équipe d'Irlande le 14 novembre 1998 contre l'équipe de Géorgie.
Il prend sa retraite à la fin de la saison 2009-2010 et devient en 2015 l'entraîneur des arrières du Leinster auprès de l'entraîneur en chef Leo Cullen. En 2018, il quitte son club pour devenir entraîneur de l'attaque de Bath.

## Palmarès
- Vainqueur de la Celtic League en 2001 et en 2008
- Finaliste de la Celtic League en 2010
- Vainqueur de la Coupe d'Europe en 2009

## Statistiques en équipe nationale
- 82 sélections en équipe d'Irlande depuis 1998
- 95 points (19 essais)
- Sélections par année : 2 en 1998, 5 en 1999, 6 en 2000, 6 en 2001, 12 en 2002, 12 en 2003, 10 en 2004, 9 en 2005, 7 en 2006, 9 en 2007
- Tournois des Cinq/Six Nations disputés : 1999, 2000, 2001, 2002, 2003, 2004, 2005, 2006, 2007
- En coupe du monde :
  - 2003 : 5 sélections comme titulaire (Roumanie, Namibie, Argentine, Australie, France), 1 essai (contre la Namibie)
  - 2007 : 3 sélections comme titulaire (Namibie, Géorgie, France), 1 essai (contre la Géorgie)